# Absolutamente Certo
Absolutamente Certo é um filme brasileiro de 1957, do gênero comédia romântica, dirigida por Anselmo Duarte.

## Sinopse
Zé do Lino é um jovem operário em São Paulo, que trabalha em uma gráfica. Ganha pouco e não consegue dar uma condição melhor para o pai doente e nem se casar com a vizinha, sua noiva por dez anos, para desespero dos futuros sogros, um casal barulhento e encrenqueiro e que possuiu a única televisão da rua. 
Mas Zé do Lino possuiu um dom: uma memória fotográfica que o fez conseguir decorar toda a lista telefônica da cidade. Isso chama a atenção do filho do dono da gráfica, líder de uma quadrilha especializada em apostas ilegais. Ele leva Zé do Lino para o programa de televisão Absolutamente Certo, com o intuito de ganhar dinheiro com o pobre operário, tentando fazer com que ele erre a última pergunta.

## Elenco
| Ator                       | Personagem        |
| -------------------------- | ----------------- |
| Anselmo Duarte             | Zé do Lino        |
| Dercy Gonçalves            | dona Bela         |
| Odete Lara                 | Odete             |
| Aurélio Teixeira           | Raul              |
| Maria Dilnah               | Gina              |
| José Policena              | Pai de Zé do Lino |
| Luiz Orioni                | Aurélio           |
| Jaime Barcellos            | Capanga           |
| Fregolente                 | Pai de Raul       |
| Carlos Costa               | Toneco            |
| Marina Freire              | Mme. Claricee     |
| Murilo Amorim Correa       | Guilherme         |
| Sérgio de Oliveira         | Túlio             |
| Luciano Gregory            | Luciano Rinaldi   |
| José Mercaldi              | Porteiro          |
| Édson França               | Revisor           |
| Medeiros Filho             | Revisor           |
| Teotônio Ferreira da Silva | Vizinho           |
| Cavagnolle Netto           | Vizinho           |
| Ceci Pinheiro              | Vizinho           |
| Suzi Pinheiro              | Mulher de Luciano |
| Ernani Conti               | Tipógrafo         |
| Dorita Duarte              | Secretária        |